# Tyler Joseph
Tyler Robert Joseph, né le 1er décembre 1988 à Columbus dans l'Ohio, est un auteur-compositeur-interprète, rappeur, musicien et producteur américain.
Il est le chanteur et musicien du groupe américain Twenty One Pilots.

## Biographie
Tyler Joseph est né à Columbus (Ohio, États-Unis). Il a grandi avec deux frères, Zack (chanteur également), Jay, et une sœur, Madison. Sa mère, Kelly, était professeur de mathématiques à l'Olentangy Local School District (en), avant d'être nommée coach de basketball en 2013 à l'Olentangy Orange High School (en). Son père, Chris, était aussi un coach au Worthington Christian High School (en) de 1996 à 2005, et un principal. Tyler Joseph a commencé à jouer au basketball très tôt.
Il a décliné l'offre de jouer au basketball que lui proposait l'Otterbein University (en). Il a commencé à voir un auteur-compositeur et a commencé à jouer de la musique, après avoir trouvé un vieux synthétiseur dans son placard (un cadeau de Noël de sa mère), et à parodier des musiques de radio.
En 2008, il sort son unique album No Phun Intended. En 2009, il sort Twenty One Pilots (communément appelé Self Titled) le premier opus de Twenty One Pilots.

## Carrière

### Twenty One Pilots
Twenty One Pilots a été formé en 2009 à Columbus, dans l'Ohio. Le groupe était une idée initiale de Tyler Joseph, rejoint par ses camarades de lycée Nick Thomas et Chris Salih. Le nom du groupe est tiré de la pièce de théâtre Ils étaient tous mes fils par Arthur Miller. Joseph explique que la morale de l'histoire a été une inspiration pour le nom du groupe. Le 29 décembre 2009, ils sortent leur premier album, éponyme, Twenty One Pilots et font une tournée dans l'Ohio.
Milieu 2011, Thomas et Salih quittent le groupe pour cause d'emplois du temps trop chargés et Tyler Joseph est rejoint par Josh Dun qui lui a été présenté par Salih, après avoir travaillé dans un magasin de musique avec ce dernier. Après avoir sorti leur deuxième album, Regional at Best, Le 8 juillet 2011, le duo a été engagé par une filiale de Atlantic Records : Fueled by Ramen en avril 2012.
Leur troisième album, Vessel, est sorti le 8 janvier 2013. Leur quatrième album, Blurryface, est sorti le 15 mai 2015 dont le single Stressed Out est passé à la deuxième place des écoutes en France. 
Le samedi 12 novembre 2016, Tyler Joseph et Josh Dun gagnent leur premier NRJ Music Awards dans la catégorie révélation international de l'année.
Leur cinquième album, Trench, est sorti le 5 octobre 2018. Leur sixième album, Scaled and Icy, est sorti le 21 mai 2021, et leur septième album, Clancy, le 24 mai 2024.

### Discographie et Autres Projets
Tyler a sorti un single appelé Dollhouse ainsi qu'un album : No Phun Intended. Il est toujours disponible à l'écoute sur Internet. Cet album a été enregistré pendant son année de Terminale au lycée en 2007–2008. Cet album contient 18 chansons, certaines de ces paroles seront utilisées pour de futures chansons dans son groupe Twenty One Pilots.

## Vie privée
Tyler Joseph est un chrétien pratiquant et sa foi influence sa musique. Il épouse Jenna Black, qui apparaît dans le clip de Tear in my Heart publié le 28 mars 2015, ainsi que dans le clip de Level of Concern publié le 9 avril 2020, et celui de Midwest Indigo en 2024. Il a annoncé la grossesse de sa femme Jenna lors de sa venue sur scène durant une représentation de leur tournée en septembre 2019. Le 9 février 2020, ils deviennent parents d'une fille qu'ils ont nommée Rosie Robert Joseph. Le 8 avril 2022, le couple accueille leur deuxième enfant, une fille nommée Junie Belle Joseph,. Le 12 avril 2024, Tyler annonce sur Twitter l'arrivée de leur troisième enfant, un garçon nommé Tommy.